# Rakpong Chumuang
Rakpong Chumuang (thailändisch รักษ์พงศ์ ชูเมือง, * 22. März 1992 in Bangkok), auch als Yak bekannt, ist ein thailändischer Fußballspieler.

## Karriere
Rakpong Chumuang spielte von 2014 bis 2015 bei Bangkok Glass. Der Verein aus Pathum Thani spielte in der höchsten Liga des Landes, der Thai Premier League. 2016 wechselte er nach Bangkok, wo er sich dem Zweitligisten Bangkok FC anschloss. Nach einer Saison verließ er Bangkok und schloss sich 2017 Khon Kaen FC an. Mit dem Club aus Khon Kaen spielte er in der dritten Liga, der Thai League 3, in der Upper Region. Ende 2017 wurde er mit Khon Kaen Meister und stieg in die zweite Liga auf. Mitte 2018 unterschrieb er einen Vertrag beim Erstligisten Ubon UMT United in Ubon Ratchathani. Ende 2018 musste er mit dem Verein den Weg in die Zweitklassigkeit antreten. Mit Ubon spielte er die Hinserie in der Thai League 2. Im Sommer 2019 wurde sein Vertrag aufgelöst. Rakpong Chumueang war bis Ende 2019 vertrags- und vereinslos. 2020 nahm ihn der Zweitligist Uthai Thani FC aus Uthai Thani unter Vertrag. Für den Zweitligisten stand er bis Ende Juni 2020 dreimal auf dem Spielfeld. Zum 1. Juli 2020 unterschrieb er einen Vertrag beim Ligakonkurrenten Nongbua Pitchaya FC in Nong Bua Lamphu. Im März 2021 feierte er mit Nongbua die Zweitligameisterschaft und den Aufstieg in die erste Liga. Am Ende der Saison 2022/23 musste er mit Nongbua als Tabellenvorletzter den Weg in die Zweitklassigkeit antreten. Nach dem Abstieg wurde sein Vertrag nicht verlängert. Im Sommer 2023 nahm ihn der Drittligist Udon United FC unter Vertrag. Mit dem Verein aus Udon Thani spielte er 22-mal in der North/Eastern Region der Liga. Nach einer Spielzeit verpflichtete ihn im Sommer 2024 der Zweitligist Lampang FC. Für den Verein aus Lampang bestritt er 27 Ligaspiele. Hierbei erzielte er einen Treffer. Im Sommer 2025 wechselte er wieder in die dritte Liga. Hier schloss er sich dem in der Southern Region spielenden Nara United FC an.

## Erfolge
Bangkok Glass
- Thailändischer Pokalsieger: 2014

Khon Khaen FC
- Thai League 3 – Upper Region: 2017  ▲

Nongbua Pitchaya FC
- Thailändischer Zweitligameister: 2020/21  ▲